# (5313) Nunes
(5313) Nunes ist ein Asteroid des Hauptgürtels, der am 18. September 1982 vom belgischen Astronomen Henri Debehogne am La-Silla-Observatorium (IAU-Code 809) der Europäischen Südsternwarte in Chile entdeckt wurde.
Der Asteroid wurde nach dem portugiesischen Mathematiker und Astronomen Pedro Nunes (1502–1578) benannt, der bedeutende Leistungen in den Bereichen Navigation und Winkelmessung schuf und den nach ihm benannten Nonius entwickelte.